# Faktor plodnosti
Faktor plodnosti je bio prvi otriveni epizom (viralna DNK koja je zasebna od bakterijske DNK). Uobičajena forma F faktora je F plazmid. Za razliku od drugih plazmida, F faktor je konstitutivan za transfer proteine usled gena traJ. F plazmid pripada klasi konjugativnih plazmida koji kontrolišu seksualne funkcije bakterija sa sistemom inhibicije plodnosti (Fin).
Faktor plodnosti "F" takođe učestvuje u transdukciji. Generalizovanu transdukciju je otkrio Norton Zinder.

## Spoljašnje veze
- strana za FinP
- strana za traJ 5' UTR